# Фатеево (Боровский район)
Фате́ево — деревня в Боровском районе Калужской области. Входит в состав сельского поселения «Деревня Кривское».

## География
Деревня находится на притоке реки Протва, на расстоянии 5 км к юго-востоку от Боровска, административного центра района. 

### Часовой пояс
Деревня Фатеево, как и вся Калужская область, находится в часовой зоне МСК (московское время). Смещение применяемого времени относительно UTC составляет +3:00.

## Население
| 2002 | 2010 |
| ---- | ---- |
| 12   | ↘0   |